# 我、在ルベキ場所
「我、在ルベキ場所」（わが、あるべきばしょ）は、ムックの6枚目のシングルにしてメジャーデビューシングル。2003年5月21日発売。

## 概要
- Aタイプ・Bタイプ・Cタイプの三種リリース。それぞれジャケットとカップリングが異なる。Aタイプはライブ会場限定で、Bタイプはインディーズレーベルデンジャークルー・レコードより、Cタイプはユニバーサルミュージックよりリリース。Cタイプはメジャーデビューシングルとなっている。
- PV監督はモリ卍カツ。

## 収録曲

### Aタイプ
CD
1. 我、在ルベキ場所(4:45)
（作詞・作曲：ミヤ、編曲：ムック）
  - 歌詞中にもタイトルが出てくるが、「わが～」ではなく「われ～」と歌っている。
2. 儚くとも(6:00)
（作詞・作曲：逹瑯、編曲：ムック）
  - 2017年発売の『殺シノ調べII This is NOT Greatest Hits』にて再録されている。

DVD
1. 大嫌い

### Bタイプ
1. 我、在ルベキ場所(4:45)
2. 儚くとも(6:00)
3. 家路(3ピースVer.(再構築))
（作詞：逹瑯、作曲：SATOち、編曲：ムック）
  - 『青盤』に収録された曲をアレンジしたもの。

### Cタイプ
1. 我、在ルベキ場所(4:45)
2. 儚くとも(6:00)
3. 商業思想狂時代考偲曲 (70's ver.)(3:51)
（作詞・作曲：ミヤ、編曲：ムック）
  - 後に発売されるアルバム『是空』の収録版とは異なり、スローテンポ且つアコースティックなナンバー。

## 収録アルバム
我、在ルベキ場所
- 是空
- BEST OF MUCC

儚くとも
- WORST OF MUCC
- カップリング・ワースト
- 殺シノ調べII This is NOT Greatest Hits（再録）

商業思想狂時代考偲曲(70's ver.)
- カップリング・ワースト